# Cosmochilus
 Cosmochilus és un gènere de peixos de la família dels ciprínids i de l'ordre dels cipriniformes.

## Taxonomia
- Cosmochilus cardinalis (Chu & Roberts, 1985)
- Cosmochilus falcifer (Regan, 1906)
- Cosmochilus harmandi (Sauvage, 1878)
- Cosmochilus nanlaensis (Chen, He & He, 1992)[2][3][4][5][6][7]